# El amor es más fuerte (telenovela)
El amor es más fuerte fue una telenovela colombiana producida y transmitida en 1998 por Caracol Televisión. Protagonizada por Carlos Camacho y Jimena Ángel, con las participaciones antagónicas de Elluz Peraza y Natalia Ramírez y con las actuaciones estelares de Celmira Luzardo, Silvia de Dios y Humberto Dorado. Fue la primera telenovela colombiana en contar con sonido stereo.

## Sinopsis
La historia empieza cuando Pablo, el hijo de los propietarios de una empresa de buses urbanos, conoce a Sara, una cantante humilde de bares y con ganas de vivir de la música. Los dos empiezan a cantar en el bus y sin darse cuenta van dando rienda suelta al romance que sostendrá el dramatizado.
Cuando Lucas y Sara, por fin logran convertirse en reconocidos cantantes, los celos profesionales los separan. Para la grabación de esta novela se hizo necesario alquilar estudios de grabación y lugares abiertos para la puesta en escena de conciertos.

## Elenco
- Carlos Humberto Camacho -  Pablo Serrano
- Jimena Ángel -  Sara Guerrero
- Elluz Peraza -  Camila Toro
- Celmira Luzardo - Patricia
- Silvia de Dios -  Alejandra de Serrano
- Natalia Ramírez -  Carolina Toro
- Humberto Dorado -  Felipe Serrano
- Andrés Martínez - Juan David
- Gerardo Calero - Eliseo
- Andrés Cepeda - Álex
- Lorna Paz -  Natalia
- Andrés Felipe Martínez - Willy
- Luisa Fernanda Giraldo - Norma
- María Alejandra Pinzón - Tistis
- Germán Quintero -  Daniel
- Jorge Soto - Mouse
- Sigifredo Vega - Secuestre
- María Margarita Giraldo - Alicia
- Álvaro García - Julián
- Jorge Herrera - Germán
- Diana Ángel - Darlenys
- Rafael Martínez Mauricio Serrano
- Luis Enrique Tobon
- Andrés Cepeda (cantante)